# Syke
Syke – miasto w Niemczech, położone w kraju związkowym Dolna Saksonia, w powiecie Diepholz. Leży ok. 20 km na południe od Bremy.

## Miasta partnerskie[1]
- La Chartre-sur-le-Loir, Francja
- Wąbrzeźno, Polska